# Antoine-Marie Coupart
Antoine-Marie Coupart (Paris, 13 juin 1780 - Paris 9e, 17 octobre 1864) est un auteur dramatique et chansonnier français, régisseur au Théâtre du Palais Royal (1831-1864).

## Biographie
D'abord employé dans l’administration des transports militaires à Paris et à Liège (1796-1798), il entre ensuite au bureau des journaux et des théâtres et au Ministère de la police générale dont il devient chef-adjoint en 1813. Il passe avec la même fonction au Ministère de l'intérieur en 1820 et devient chef de ce bureau en 1824. Mis à la retraite en 1829, il travaille ensuite comme secrétaire général à l'Opéra de Paris.
De 1822 à 1836, il tient l'Almanach des spectacles (douze volumes).
Ses pièces ont été représentées  au Théâtre des Variétés et au Théâtre de l'Ambigu-Comique.

## Œuvres
- Lucile ou l'Amant à l'épreuve, comédie en un acte et en prose, 1803
- Toujours le même, vaudeville en 1 acte, avec Servières, 1804
- Les trois n'en font qu'un, vaudeville en un acte, avec Servières, 1804
- Les Nouvelles Métamorphoses, vaudeville en 1 acte et en prose, avec Joseph Servières, 1805
- Vive la paix ! ou le Retour au village, impromptu en 1 acte, mêlé de chants et de danses, avec Varez, 1814
- Voilà notre bouquet ! ou le Cabinet littéraire, impromptu-vaudeville en 1 acte, avec Varez, 1815
- Le Passe-partout, comédie-vaudeville en 1 acte, avec Jean-Antoine-Marie Monperlier, 1819
- Levez la toile !, pièce épisodique en 1 acte et en vaudevilles, avec Jacquelin, 1820
- Le Baptême, ou la Double Fête, vaudeville en 1 acte, 1821
- Un trait de bienfaisance, ou la Fête d'un bon maire, à-propos en 1 acte mêlé de couplets, avec Varez, 1822
- L'Aubergiste malgré lui, comédie proverbe, avec Nicolas Brazier et Théodore Nézel, 1823
- Le Passage militaire, ou la Désertion par honneur, divertissement en 1 acte, avec Jacquelin, 1823
- Fête à la halle ! ou le Retour de nos braves, tableau épisodique en 1 acte, avec Jacquelin, 1823
- La Fête d'automne, tableau villageois en 1 acte, avec Jacquelin et Varez, 1824
- Le Retour d'un brave, vaudeville en 1 acte, avec Jacquelin et Varez, 1824
- L'Entrée à Reims, divertissement en 1 acte, avec Jacques-André Jacquelin et Armand Joseph Overnay, 1825
- Le Petit postillon de Fimes, ou Deux fêtes pour une, à propos historique en 1 acte, avec Jacquelin, 1825
- Le Fils de l'invalide, pièce en 1 acte, mêlée de couplets, avec Jacquelin et Varez, 1826
- La Comédie au château, pièce en un acte mêlée de couplets, avec Jacquelin et E. F. Varez, 1829
- Chansons d'un employé mis à la retraite, 1830
- Couplets chantés le 22 juillet 1827, à Soisy-sous-Étiolles, à l'occasion de la fête de Marguerite G, non datés
- Couplets d'inauguration de la société de la Chopinette, fondée par les artistes du théâtre du Palais-Royal, chantés le 6 janvier 1855, 1854
- Souvenir du 11 juin 1842, non daté